# Erdferkel Arthur und seine Freunde
Erdferkel Arthur und seine Freunde ist eine kanadisch-US-amerikanische Zeichentrickserie, die seit 1996 auf dem US-amerikanischen Sender PBS ausgestrahlt wird. Die Produktion begann bereits 1994. Die Serie basiert auf den gleichnamigen Büchern von Marc Brown.
Am 27. Juli 2021 wurde von der PBS bekannt gegeben, dass die 25. Staffel die letzte Staffel sein wird.

## Handlung
Die Serie dreht sich um die Abenteuer des jungen Erdferkels Arthur, die er zusammen mit seiner Familie und seinen Freunden in Elwood (im Original Elwood City) erlebt. Viele Folgen spielen bei Arthur zuhause oder in der Schule. Die Serie behandelt zahlreiche Themen des heutigen Alltags.

## Figuren

### Arthur
Arthur ist ein Erdferkel und die Titelfigur der Serie. Er trägt eine Brille, einen gelben Pullover und blaue Jeans. Arthur ist meist gut gelaunt und bereit, neue Erfahrungen zu machen. Er ist zudem Besitzer eines Hundes.

### Dora-Wilma
Dora-Wilma (im Original Dora-Winifred oder einfach nur D.W.) ist Arthurs kleine Schwester. Sie ist vier Jahre alt. Dora-Wilma versteht es, ihren großen Bruder zu ärgern. Sie hat eine imaginäre Freundin namens Nadine.

### Boris
Boris (im Original Buster Baxter) ist ein Hase und Arthurs bester Freund. Boris’ Hobbys sind Fernsehen, Lesen (vor allem Science-Fiction) und Videospiele. Seine Eltern sind geschieden.
Um den Hasen dreht sich auch eine Spin-off-Serie namens Postcards from Buster.

### Binky
Binky ist eine Bulldogge und einer von Arthurs Klassenkameraden. Er wirkt auf seine Mitschüler aufgrund seines Aussehens furchteinflößend, ist aber eigentlich ein sensibler Junge. Binky interessiert sich für klassische Musik und Ballett. Wie viele Kinder hat Binky Angst vor der Dunkelheit.

### Franziska
Franziska (im Original Francine Frensky) ist ein Affenmädchen und Arthurs beste Freundin. Oft benimmt sie sich eher wie ein Junge als wie ein Mädchen. Franziska und ihre Familie sind Juden und polnischer Abstammung.

### Georg
Georg (im Original George) ist neben Boris und Franziska ein weiterer enger Freund von Arthur. Er ist ein junger Elch mit einer stark positiven Ausstrahlung. In Bezug auf seinen Freundeskreis und seine Gesellschaft ist er sehr neugierig und lernt gerne die Lebensstile seiner Freunde kennen.

### Weitere Figuren
- Kati (im Original Kate): Arthurs jüngere Schwester.
- Sabine (im Original Sue Ellen Armstrong): Eine von Arthurs Freundinnen. Sie ist eine Katze.
- Schlaubi (im Original Alan "The Brain" Powers): Klassenbester in Arthurs Klasse. Er ist wie Arthur ein Erdferkel.
- Herr Rattenmeier (im Original Mr. Ratburn): Lehrer in Arthurs Klasse.
- Carl: Ein junger Hase mit Aspergerschem Autismus[2]

## Sprecher (Auswahl)
Die deutsche Synchronisation entstand im Auftrag der Cinephon Synchron GmbH unter der Leitung von Wolfgang Ziffer.
| Originalname | Originalsprecher | Deutscher Sprecher |
| ------------ | --- | ------------------ |
| Arthur       | Michael Yarmush (1996–2000) Justin Bradley (2001) Mark Rendall (2002–2003) Cameron Ansell (2004–2007) Dallas Jokic (2008–2010) Drew Adkins (2011–2013) William Healy (2014) Jacob Ursumazo (2016)                                           |                    |
| Dora-Wilma   | Michael Caloz (1996–1998) Oliver Grainger (1999–2001) Jason Szwimer (2002–2006) Ryan Ehrenworth (2007) Robert Naylor (2007–2011) Sofia Sasha Naylor (2010) Jake Beale (2012–2013) Andrew Dayton (2014–2015) Christian Distefano (seit 2014) |                    |
| Binky Barnes | Bruce Dinsmore | Jan Rohrbach       |
| Boris        | Daniel Brochu |                    |
| Franziska    | Jodie Resther |                    |
| Nadine       | Hayley Reynolds | Josephine Schmidt  |

## Ausstrahlung
Die Staffeln 1 bis 3 sowie 8 bis 15 wurden in Deutschland komplett ausgestrahlt. Für die Staffeln 4, 5, 6 und 7 ist keine deutsche Synchronfassung vorhanden, ebenso für alle Specials (bisher 5).

## Musik
Das Titellied wird von Ziggy Marley and the Melody Makers gesungen.

## Filme
Filme zur Serie, sind jeweils eine Stunde lang.
- 2000: Arthur’s Perfect Christmas
- 2002:  Arthur, It's Only Rock 'n' Roll
- 2008: Arthur’s Missing Pal (computer-animierter CGI-Film)
- 2017: D.W. and the Beastly Birthday
- 2017: Arthur and the Haunted Tree House
- 2020: The Rhythm and Roots of Arthur
- 2020: An Arthur Thanksgiving

## Auszeichnungen
Die Serie wurde bislang zwölfmal ausgezeichnet, darunter siebenmal mit dem Daytime Emmy:
- 1998: Daytime Emmy in der Kategorie Outstanding Children’s Animated Program
- 1999: Daytime Emmy in der Kategorie Outstanding Children’s Animated Program
- 2000: Daytime Emmy in der Kategorie Outstanding Achievement in Sound Mixing - Special Class
- 2001: Daytime Emmy in der Kategorie Outstanding Children’s Animated Program
- 2001: Peabody Award
- 2003: Daytime Emmy in der Kategorie Outstanding Achievement in Sound Mixing - Live Action and Animation
- 2003: BAFTA Children’s Award in der Kategorie Best International
- 2006: CINE Competition in der Kategorie Telecast - Professional Non-Fiction Division: Children's Programs für die Folgen The Squirrels/Fern & Persimmony Glitchet und Do You Speak George?/World Girls
- 2007: Daytime Emmy in der Kategorie Outstanding Children’s Animated Program
- 2014: Daytime Emmy in der Kategorie Outstanding Writing in an Animated Program
- 2016: Humanitas Prize in der Kategorie Children’s Animation Category